# 투르 피르스트
투어 피르스트(프랑스어: Tour First)는 프랑스 일드프랑스 오드센주 쿠르브부아에 있는 초고층 사무용 건물이다. 이 건물은 1974년 부이그가 UAP 보험사를 위해 건설했다. 당시 건물 높이는 159m (522피트)였다.